# Agaocephalini

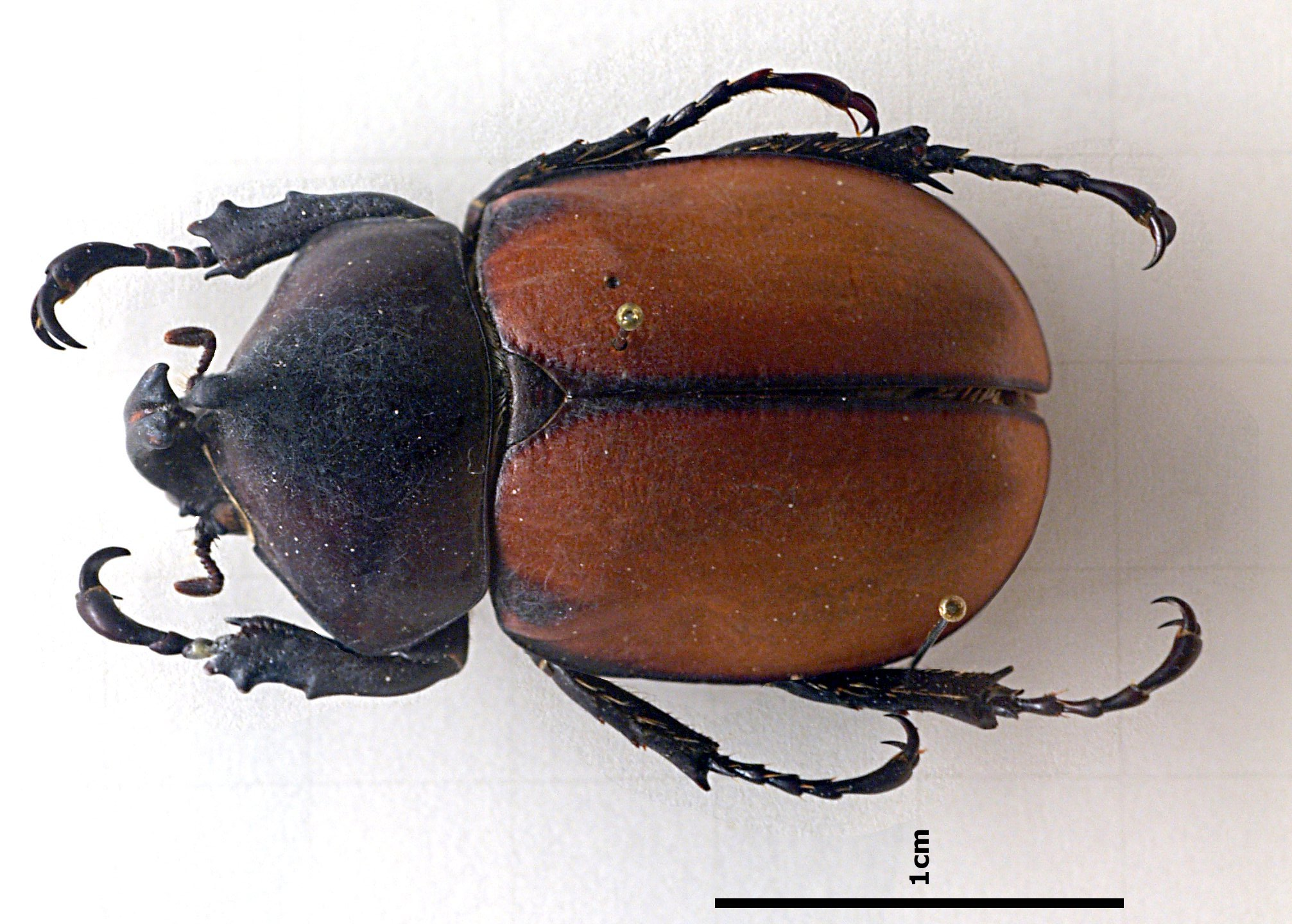
Mitracephala humboldti

Agaocephalini – plemię chrząszczy z rodziny poświętnikowatych i podrodziny rohatyńcowatych. Występują w krainie neotropikalnej.

## Morfologia
Chrząszcze duże, zwykle ubarwione rudobrązowo, brązowo lub czarno. Ich głowa i przedplecze zaopatrzone są w wyrostki (rogi) lub guzki. Czułki mają trzy ostatnie człony uformowane w niewielkich rozmiarów buławkę. Oczy złożone podzielone występem policzka zwanym canthus. Narządy gębowe mają szerokie żuwaczki uzbrojone w ząbki lub płaty. Powierzchnia pokryw pokryta jest punktowaniem, które nie układa się w podwójne rządki, lecz jest nieregularne. Pazurki poszczególnych stóp są równych rozmiarów. W przeciwieństwie do większości rohatyńcowatych propygidium Agaocephalini pozbawione jest poprzecznych bruzdek, służących jako narząd strydulacyjny.
Larwami są pędraki o ciele wygiętym w kształt litery „C”. Ich szczęki mają żuwki zewnętrzną i wewnętrzną zrośnięte w malę. Na spodniej stronie żuwaczek leżą elementy aparatu strydulacyjnego.

## Rozprzestrzenienie
Plemię ograniczone jest w swym występowaniu do krainy neotropikalnej, gdzie zasiedla głównie strefę klimatu równikowego.

## Taksonomia
Takson ten wprowadził w 1847 roku Hermann Burmeister. Obejmuje 11 rodzajów.
- Aegopsis Burmeister, 1847
- Agaocephala Lepeletier & Audinet-Serville, 1828
- Antodon Brême, 1845
- Brachysiderus Waterhouse, 1881
- Colacus Ohaus, 1910
- Democrates Burmeister, 1847
- Gnathogolofa Arrow, 1914
- Horridocalia Endrödi, 1974
- Lycomedes Breme, 1844
- Mitracephala Thomson, 1859
- Spodistes Burmeister, 1847